# Reforma del alfabeto turco
La reforma del alfabeto turco (en turco: Harf Devrimi o Harf İnkılâbı) es el término general utilizado para referirse al proceso de adopción e implementación de un nuevo alfabeto en Turquía, llevado a cabo con la promulgación de la Ley N.º 1353 sobre la "Aceptación e Implementación de las Letras Turcas" el 1 de noviembre de 1928. Dicha ley fue publicada en el diario oficial el 3 de noviembre de 1928 y entró en vigor en la misma fecha. Con su aprobación, el alfabeto turco otomano basado en la escritura árabe quedó oficialmente en desuso y fue reemplazado por el alfabeto turco moderno basado en el sistema de escritura latino.
El alfabeto turco presenta ciertas diferencias con respecto a los alfabetos utilizados en otros idiomas que emplean la escritura latina. Incluye caracteres modificados para representar los sonidos específicos del idioma turco (como Ç, Ö, Ü), así como algunos que no se encuentran en otros sistemas lingüísticos (Ş, Ğ y la distinción entre İ con punto e I sin punto). Asimismo, la pronunciación de algunas letras en el alfabeto turco difiere de la de otros idiomas que utilizan el alfabeto latino. Por ejemplo, la letra C en el alfabeto turco se pronuncia d͡ʒ, equivalente a la J en inglés, mientras que en el alfabeto inglés representa los sonidos /k/ o /s/.

## Historia

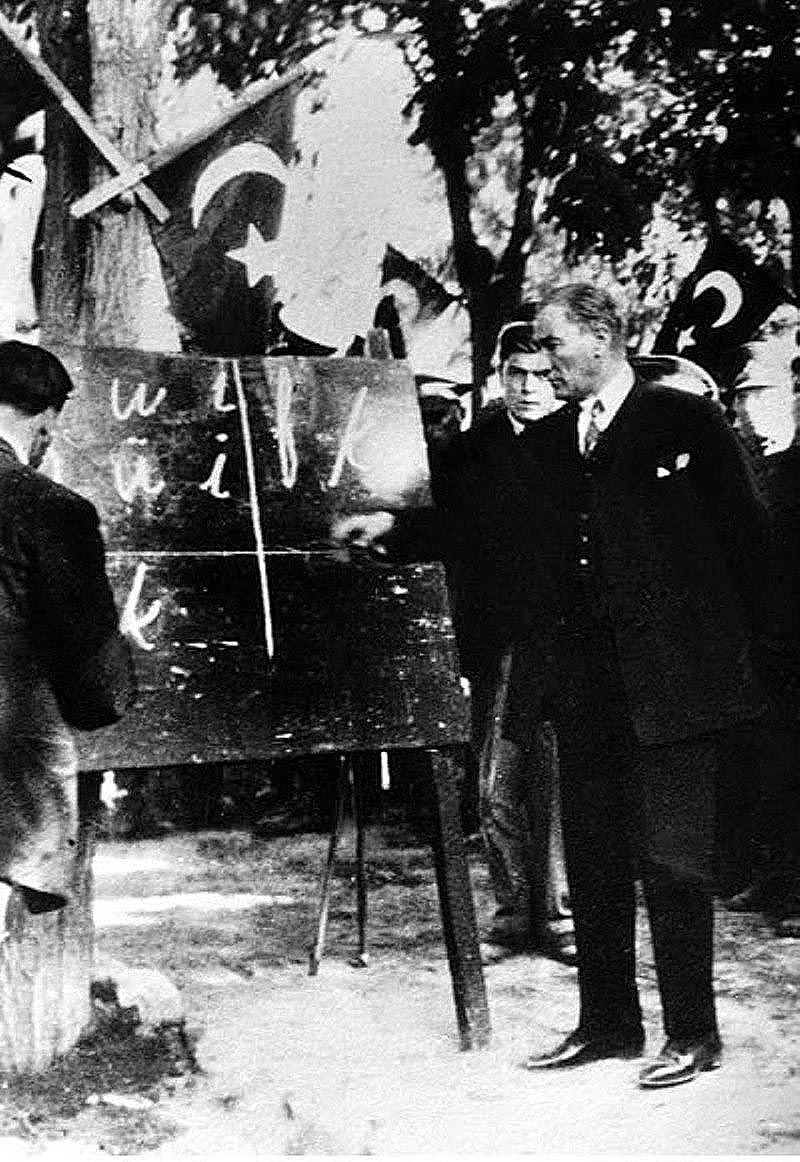
Mustafa Kemal presentando el nuevo alfabeto turco a la población de Kayseri, 20 de septiembre de 1928

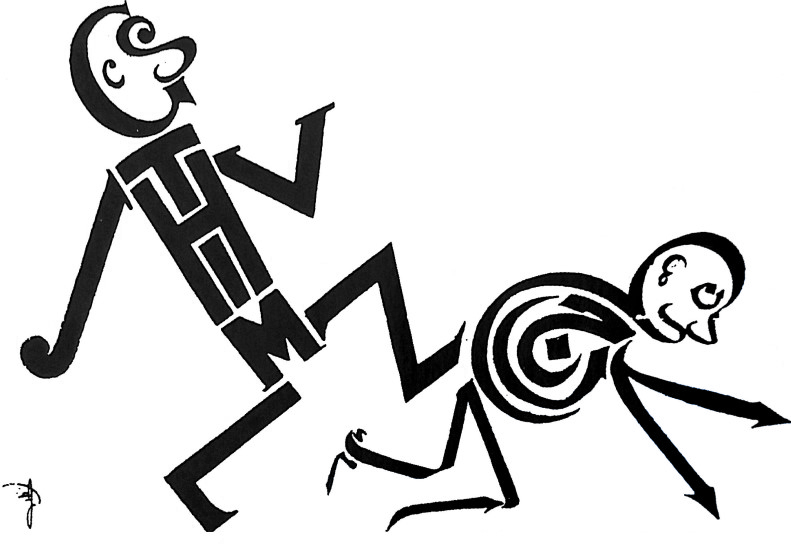
Caricatura publicada por Ramiz Gökçe en Akbaba el 13 de agosto de 1928 que representa el período reformista

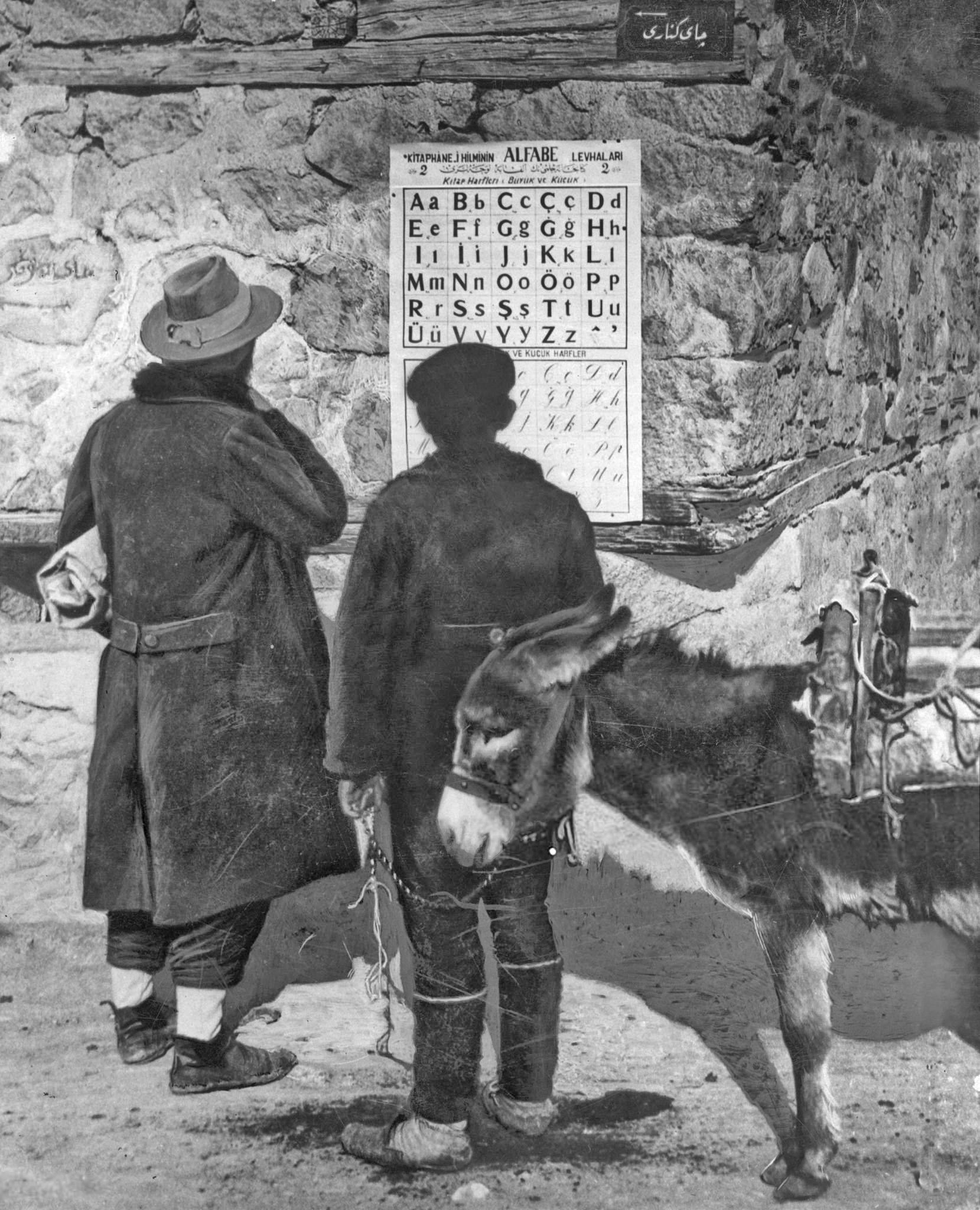
Dos ciudadanos turcos observando el nuevo alfabeto expuesto en un cartel frente al edificio municipal, 1928

Los turcos, desde el siglo X, adoptaron el islam y junto con ello adaptaron la escritura árabe a la fonología del idioma turco. Durante los siguientes 900 años, tanto los dialectos occidentales (otomanos) como los orientales del turco fueron escritos utilizando una forma modificada de la escritura árabe.
| Año   | Tasa de alfabetización       |
| ----- | ---------------------------- |
| 1923  | 2,5%                         |
| 19271 | 10,5% (1927 official census) |
| 19352 | 20,4% (1935 census)          |

1 Datos censales correspondientes a un año antes de la reforma del alfabeto
2 Siete años después de la introducción del nuevo alfabeto turco
En el Imperio otomano, las propuestas para una reforma del alfabeto comenzaron a surgir a partir de mediados del siglo XIX.

## Motivos y argumentos

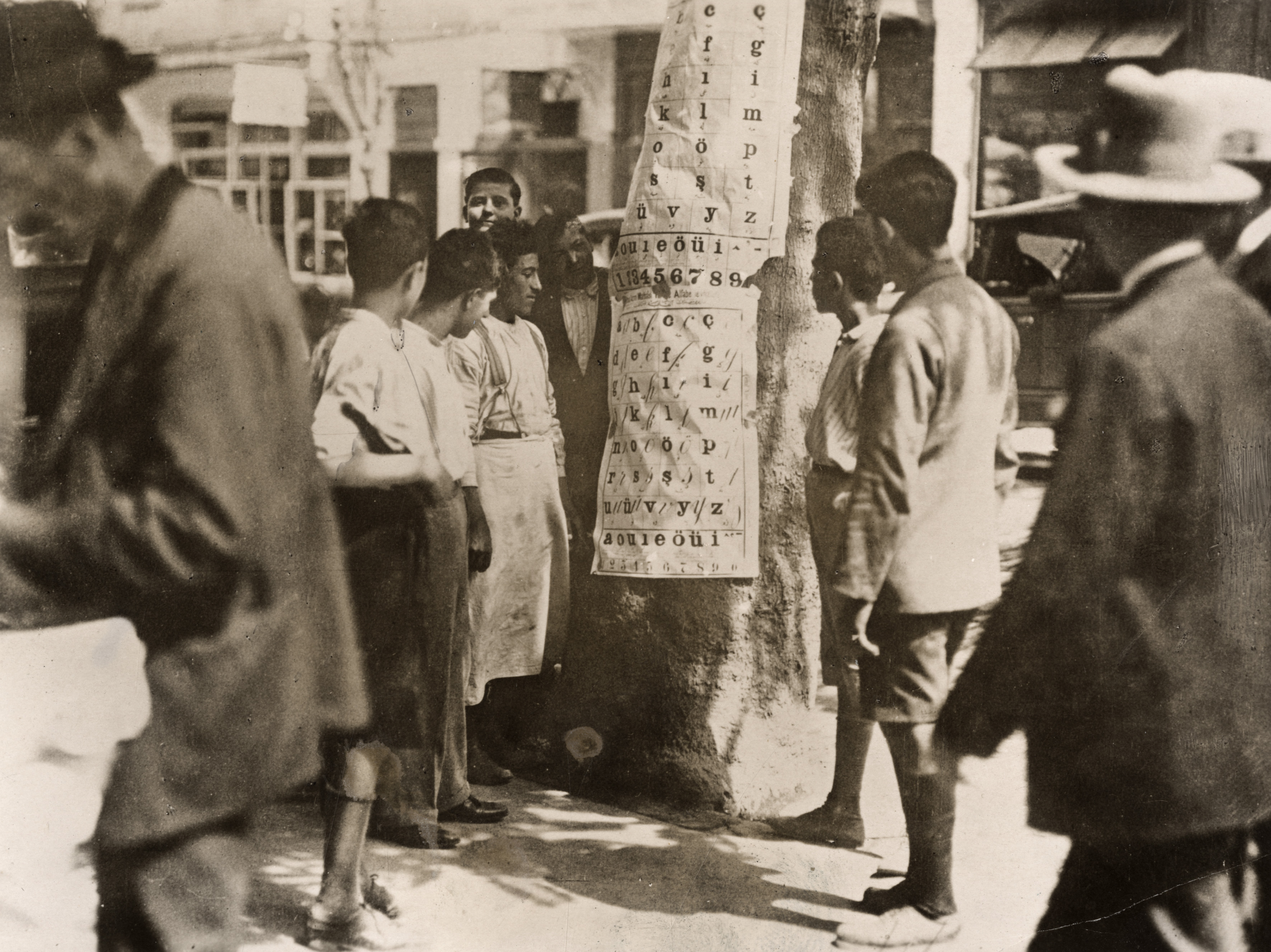
Un grupo de niños explorando un cartel colgado en un árbol para ayudar a las personas a aprender el nuevo alfabeto, 1930.

Uno de los principales motivos de la reforma del alfabeto fue la creencia de que la escritura árabe no era adecuada para el idioma turco. El argumento central sostenía que el alfabeto árabe era insuficiente para representar los sonidos vocálicos del turco. Uno de los primeros en expresar esta opinión fue Kâtip Çelebi. Durante el período del Tanzimat, Ahmed Cevdet Pasha señaló la necesidad de un nuevo sistema de escritura que pudiera reflejar con precisión los sonidos que no podían ser representados por el alfabeto árabe.
En 1851, Münif Pasha afirmó que leer y escribir con letras árabes resultaba difícil y que la educación no podía desarrollarse adecuadamente subrayando así la necesidad de una reforma. Otro argumento en favor del cambio fue la idea de que el alfabeto árabe dificultaba la educación. Milaslı İsmail Hakkı Bey declaró que sin una revisión del alfabeto el progreso sería imposible, mientras que con dicha reforma se podría lograr un avance similar al de Japón. Celal Nuri expresó: «Las personas no pueden aprender fácilmente estas letras ni lo que está escrito con ellas». De manera similar, Hüseyin Cahit Yalçın afirmó: «No podemos reducir el analfabetismo en nuestro país porque nuestro alfabeto lo impide».
La dificultad en la ortografía podría deberse a la ausencia de vocales en el alfabeto árabe. La letra wāw (و) representaba los sonidos V, O, Ö, U y Ü; la letra yāʼ (ﻱ) representaba los sonidos Y, I e İ. La letra kāf (كـ) podía representar los sonidos K, G, N y ocasionalmente Y. Además, el alfabeto árabe contenía múltiples sonidos redundantes para el turco hablado en Estambul, como varias letras para representar los sonidos D, H, S, K, T y Z. Por ejemplo, las letras dāl (ﺩ) y ḍād (ض) representaban ambas el sonido D mientras que ḥāʾ (ح) y khāʾ (خ) representaban ambas el sonido H.
Durante la reforma, se intentó aplicar un método conocido como hurûf-ı munfasıla (letras separadas) que consistía en separar las letras en el alfabeto árabe. Esta propuesta se basaba en la creencia de que un alfabeto en el que las letras estuvieran separadas resultaría más fácil de aprender.

### Otras propuestas tempranas
Desde las décadas de 1850 y 1860 en adelante, la mayoría de la clase intelectual turca sabía francés. Con la expansión de la telegrafía, una forma de turco escrita en alfabeto latino y según la ortografía francesa se convirtió en parte de la vida cotidiana. La costumbre de utilizar este tipo de escritura se debía a su uso en carteles comerciales y anuncios publicitarios.
En el Primer Congreso Internacional de Turcología en Bakú, se tomó la decisión de adoptar el alfabeto latino en lugar del alfabeto árabe para todas las lenguas túrquicas. Se sabe que Atatürk siguió de cerca este congreso. Durante la era estalinista, la Unión Soviética obligó a los estados túrquicos a cambiar al alfabeto cirílico para cortar los lazos entre Turquía y las repúblicas túrquicas. Tras la disolución de la URSS en 1991, Azerbaiyán, Uzbekistán, Turkmenistán y Kazajistán volvieron al alfabeto latino.
Durante el Segundo Período Constitucional, los esfuerzos por definir la identidad nacional turca de manera independiente del islam ganaron fuerza, especialmente entre los círculos cercanos al Comité de Unión y Progreso. Algunas personas consideran que el alfabeto árabe es una parte inseparable de la cultura islámica.

### Atatürk y la reforma del alfabeto

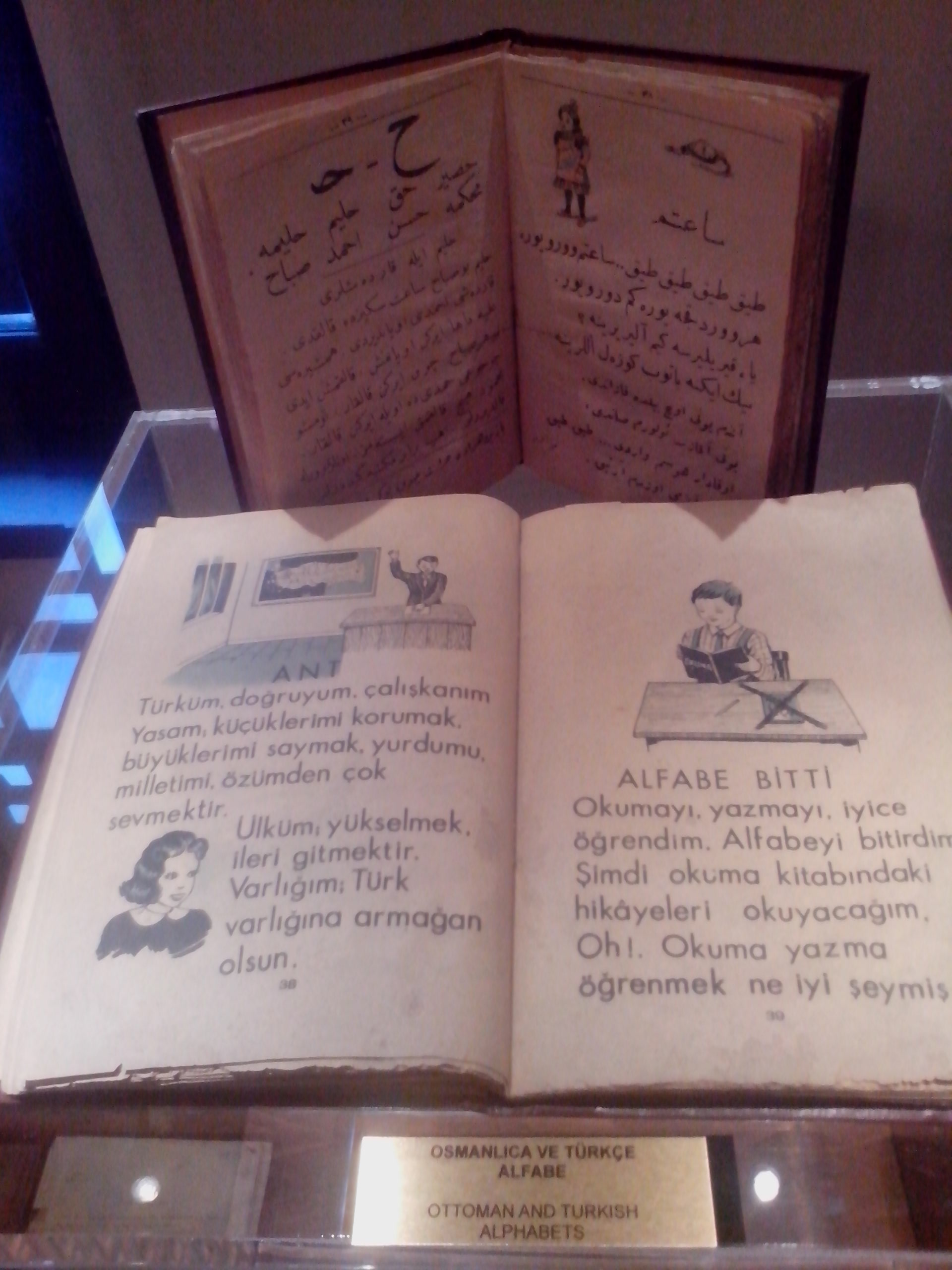
Un libro utilizado para enseñar el alfabeto turco moderno junto a un libro utilizado para enseñar el alfabeto turco otomano en la década de 1930, exhibidos en el Museo de la República.

Mustafa Kemal Atatürk se interesó en este tema durante su estancia en Siria entre 1905 y 1907. En 1922, Atatürk discutió esta cuestión con Halide Edib Adıvar y enfatizó que tal cambio requeriría medidas estrictas.
En septiembre de 1922, durante una reunión a la que asistieron miembros de la prensa de Estambul, Hüseyin Cahit Yalçın le preguntó a Atatürk por qué no aceptaban el alfabeto latino. Atatürk respondió: «Todavía no es el momento adecuado». Una propuesta similar fue planteada en el Congreso Económico de Esmirna en 1923, pero fue rechazada por el presidente del congreso Kâzım Karabekir, bajo el argumento de que podría dañar la unidad del islam. La discusión recibió una amplia cobertura en la prensa. El 28 de mayo de 1928, la Gran Asamblea Nacional de Turquía aprobó una ley que permitía el uso de los números internacionales en instituciones y organizaciones oficiales a partir del 1 de junio de 1928. Al mismo tiempo, se estableció una comisión para la reforma del alfabeto.
Uno de los temas tratados por la comisión fue la propuesta de reemplazar las antiguas letras "qāf" (ق) y "kāf" (كـ) del alfabeto árabe por las letras "Q" y "K" en el nuevo alfabeto turco, respectivamente. Sin embargo, esta propuesta fue rechazada por Atatürk y la letra "Q" fue eliminada del alfabeto. Según Falih Rıfkı Atay, quien fue miembro de la comisión, Atatürk dijo: «Esto se hará en tres meses o nunca». Tras completar el nuevo alfabeto turco, Atatürk presentó las letras a los asistentes en la gala del Partido Republicano del Pueblo en Gülhane el 9 de agosto de 1928.
El 11 de agosto de 1928, el nuevo alfabeto fue presentado al personal presidencial y a los miembros del parlamento y el 15 de agosto, se introdujo a los profesores universitarios y escritores. En agosto y septiembre, Atatürk presentó el nuevo alfabeto al público en diversas ciudades. Al final de este proceso, se realizaron cambios basados en las recomendaciones de la comisión, como la omisión del guion corto utilizado para añadir ciertos sufijos a la raíz de la palabra y la adición de acentos circunflejos. Desde el 8 hasta el 25 de octubre de 1928, todos los funcionarios del gobierno se sometieron a un examen sobre el uso de las nuevas letras.

## Críticas
En 2019, durante un programa de conmemoración de Mustafa Kemal Atatürk, Recep Tayyip Erdoğan afirmó en su discurso que la tasa de alfabetización en el Imperio otomano era superior al 50%, superando a países como Rusia e Italia en ese momento. Afirmó que la reforma del alfabeto condujo a una disminución en las tasas de alfabetización y que "todo fue reiniciado" con la reforma del alfabeto. Estas afirmaciones fueron criticadas por diversos académicos y organizaciones mediáticas como inexactas. La frase «¡Nos hicieron ignorantes de la noche a la mañana!» (en turco: Bir gecede cahil kaldık!) se ha convertido en una expresión común utilizada por los críticos de la reforma del alfabeto.
En respuesta a estas críticas, los educadores señalaron que en el momento de la reforma del alfabeto, solo alrededor del 6-7% de la población musulmana era alfabetizada, refutando la noción de que el 94% de la población se volvió analfabeta de la noche a la mañana. Argumentaron que la sociedad otomana era principalmente oral en lugar de escrita, por lo que no hubo una pérdida significativa en la memoria social. Además, enfatizaron que aquellos que eran alfabetizados antes de la reforma del alfabeto se adaptaron rápidamente al nuevo alfabeto.